# Tylophora membranacea
Tylophora membranacea là một loài thực vật có hoa trong họ La bố ma. Loài này được Tsiang & P.T. Li miêu tả khoa học đầu tiên năm 1974.